# Burguesía terrateniente en Argentina
Según el sociólogo José Luis de Ímaz, el concepto de burguesía terrateniente en Argentina corresponde a un fenómeno político y social por el cual los más grandes propietarios de tierras o poseedores de más de 10 000 hectáreas de suelo argentino se encontraban principalmente en la provincia de Buenos Aires, seguidos por terratenientes en el resto del país. En 1969 Ímaz encontró que, agrupando las parcelas por apellidos y grupos de propietarios, más de 10.000 hectáreas de territorio argentino eran poseídas por 82 grupos familiares, 17 sociedades agropecuarias y 20 propietarios individuales.
Entre los grupos familiares, el total de sus extensiones variaba mucho. El grupo familiar que se encontraba al tope del catastro reunía 120.000 hectáreas. El que le seguía en orden de importancia, 95.000. El tercero, 60.000. Había dos grupos propietarios con extensiones entre las 50 y las 55.000 hectáreas. El sexto grupo cubría, en conjunto, 42.000, y así sucesivamente en orden decreciente. Dentro de los 82 grupos familiares, la mayor concentración se producía entre los que reunían de 10.000 a 20.000 hectáreas.
En 2009, Eduardo Basualdo y Nicolás Arceo, autores más contemporáneos, concluyeron que entre fines de la década de los 1980 y mediados de los 1990 la superficie que controlan los más grandes propietarios ha permanecido más o menos estable, detallando: “Los grandes propietarios siguen controlando el 32% de la superficie provincial y en su composición sólo se observan pequeñas alteraciones que dan como resultado un leve acentuamiento en la relevancia de los propietarios con mayor superficie de tierra”.

## La burguesía terrateniente en el interior del país
Existen burguesías terratenientes en otras provincias de Argentina, cuyas propiedades y estancias devienen de las viejas mercedes castellanas. 
Tómese por caso las familias tradicionales de la provincia de Santa Fe -López Pintado, Fernández Montiel, Magnone Blaquier, Echagüe y Andía-, cuyo marcado comportamiento endogámico les ha asegurado la conservación de grandes extensiones de campo. La familia Casado Sastre acumulaba 300.000 hectáreas hacia 1867 y en 1928, 6.625.000, mayormente en la provincia de Santa Fe.[cita requerida]
También hay que destacar la expresión endogámica por excelencia de la llamada "nobleza choyana" de Santiago del Estero nucleada en San Pedro de Choya, la cual muchas veces superan con creces las superficies poseídas por los estancieros porteños.
En idéntica situación se encuentran muchos de los establecimientos de la Patagonia argentina, aunque es ingenuo comparar el valor y la productividad de una hectárea en la estepa patagónica con otra de la Pampa húmeda. Un caso particular fue el de los colonos bóeres en Chubut. Estos, a partir de sus negociaciones con el gobierno argentino, lograron ser propietarios de grandes extensiones de tierra, a diferencia de otras corrientes colonizadoras en el país. Entre ellos se destacaron los colonos Louis Baumann, M. M. Venter y Coenraad Visser.
Tras la Campaña del Desierto, surgieron nuevas familias que cumplieron un papel importante en el desarrollo del campo. Durante el periodo llamado pastoril, en la Pampa avanzaba el tendido de vías, asegurando el traslado de personas, animales, frutos del país, leña, sal y trigo. Este último, después de la primera experiencia de Jorge Guillomía, se convirtió en el cereal líder de la explotación de tierra argentina. Con la primera experiencia agrícola que data de 1892, Guillomía siembra una hectárea de trigo, obteniendo un resultado muy prometedor, 30 bolsas de excelente calidad. Realizando el trabajo con un arado mancera, la siembra se efectuó con la bolsa colgando a media espalda del sembrador, quien, con pasos coordinados con el movimiento de su brazo derecho, va tirando la semilla en forma muy pareja en los surcos, mientras el trillado se practica con caballos. Así comienza la agricultura a ganar espacios, pasando a ser la actividad principal en los años venideros.
Jorge Guillomía fue un importante estanciero de La Pampa, llegando a poseer tres chacras y más de 500 hectáreas. Fue además Juez de paz, y formó junto a otros colonos una pequeña burguesía terrateniente. Esta misma burguesía terrateniente del interior se vinculó política, económica y familiarmente con la porteña, como en el caso de Fabián Gómez Anchorena, de novelesca vida, hijo de un Gómez Choyano y una Anchorena porteña.

## Primeros burgueses terratenientes porteños
Hacia 1810 la jurisdicción efectiva de la ciudad de Buenos Aires en la campaña no se extendía más allá del río Salado. Al norte de este río las estancias estaban originadas en las antiguas mercedes de tierras o pagos, al igual que en el resto del territorio del antiguo Virreinato del Río de la Plata. Un cuarto de siglo más tarde, el 10 de mayo de 1836, el gobierno de Buenos Aires puso en venta mil quinientas leguas de tierra, mayormente ubicadas al sur del río Salado. Los principales adquirentes de esa tierra y las superficies poseídas, en hectáreas, fueron las siguientes personas:
- Álzaga: 159.475 ha.
- García de Zúñiga: 127.347 ha.
- Anchorena: 75.833 ha.
- Girado: 37.500[9]ha.
- Magnone Blaquier: 35.700 ha.
- Lastra: 23.500 ha.
- Ortiz Basualdo: 20.000 ha.
- Vivot: 17.000 ha.

Además de los nombrados, con anterioridad habían adquirido tierras en la provincia otros como: 
- Comandante Nicanor Otamendi: 15.000 ha.
- Torres Candia: 14.000 ha.
- Familia Alvear: 10.000 ha.

Algunas de estas familias, y otras que se sumarían posteriormente, lograron acumular -a veces mediante alianzas matrimoniales- inmensas extensiones de campo, en parte favorecidos por la mayor disponibilidad territorial que implicó la Conquista del Desierto, y constituyeron los núcleos familiares representativos de la élite de Argentina, una aristocracia que algunos sectores llamaron despectivamente la oligarquía conservadora. Así, hacia 1928, fecha que marcó el apogeo de la burguesía terrateniente de Argentina, algunas de estas familias incrementaron sustancialmente sus extensiones y patrimonios camperos, entre ellos:
- Álzaga (en 1836): 159.475 ha.;      Álzaga Unzué (en 1928): 411.938 ha.
- Anchorena (en 1836): 75.833 ha.;  Anchorena (en 1928): 382.670 ha. Fundamentalmente debido a la unión con Juan Manuel de Rosas y los García de Zúñiga.
- Zúñiga (en 1836): 27.500 ha.; García de Zúñiga (en 1928): 191.218 ha.
- Holmberg (en 1836): 55.800 ha.; Holmberg (en 1928): 168.000 ha.
- Girado (en 1836): 37.500 ha.;      Pereda Girado (en 1928): 122.205 ha.

## La burguesía terrateniente en la actualidad
Actualmente, extensos grupos de primos segundos y terceros, descendientes de la burguesía terrateniente, controlan el 76% de la superficie de Argentina (estas gigantescas extensiones de campo se ubican principalmente en las provincias de Córdoba, Santa Fe, Buenos Aires y Entre Ríos, aunque también tienen una importante presencia en las demás provincias argentinas), y hay personas poseedoras de más de 500.000 hectáreas de campo. Los datos más completos hasta 2023, provenientes del Censo Nacional Agropecuario de 2017, sostienen que el 50 % del área productiva del país se encuentra concentrada en el 2,4 % de las unidades de explotación (aunque estos datos no refieren a la propiedad de la tierra sino al trabajo sobre la misma).